# Aleksandr Zajcew (funkcjonariusz NKWD)
Aleksandr Grigorjewicz Zajcew (ur. 1911 we wsi Popowskoje w powiecie jarosławskim w guberni jarosławskiej, zm. 1972 w Kalininie) – funkcjonariusz radzieckich organów bezpieczeństwa, jeden z wykonawców zbrodni katyńskiej.

## Życiorys
Urodzony w ubogiej rosyjskiej rodzinie chłopskiej, 1934-1939 członek Komsomołu, od kwietnia 1939 kandydat na członka, a od maja 1941 członek WKP(b). Miał wykształcenie niepełne średnie, do 1932 ukończył 6 klas szkoły 2 stopnia w Kalininie, a w 1933 I rok na mechanicznym fakultecie robotniczym. Od 1936 w NKWD, od lutego 1936 do września 1940 pracownik Oddziału Administracyjno-Gospodarczego (AChO) Zarządu NKWD obwodu kalinińskiego, wiosną 1940 uczestniczył w masowym mordzie na polskich więźniach obozu w Ostaszkowie, za co 26 października 1940 ludowy komisarz spraw wewnętrznych ZSRR Ławrientij Beria przyznał mu nagrodę pieniężną. Od 1951 pracownik Zarządu MGB obwodu kalinińskiego w stopniu porucznika. Odznaczony Orderem Czerwonej Gwiazdy (24 listopada 1950) i Medalem „Za zasługi bojowe” (19 stycznia 1945).